# Wole Soyinka
Wole Soyinka (Abeocutá, 13 de julho de 1934) é um dramaturgo, romancista, poeta e ensaísta nigeriano em língua inglesa. Recebeu o Prêmio Nobel da Literatura de 1986, por "numa ampla perspectiva cultural e com tons poéticos que moldam o drama da existência". Soyinka nasceu numa família iorubá em Abeocutá. Em 1954, frequentou o Government College em Ibadan, e subsequentemente o University College Ibadan e a University of Leeds em Inglaterra. Depois de estudar na Nigéria e no Reino Unido, trabalhou com o Royal Court Theatre em Londres. Passou a escrever peças de teatro que foram produzidas nos dois países, em teatros e na rádio. Desempenhou um papel activo na história política da Nigéria e na sua campanha pela independência do domínio colonial britânico. Em 1965, apreendeu o estúdio Western Nigeria Broadcasting Service e transmitiu um pedido de cancelamento das Eleições Regionais da Nigéria Ocidental. Em 1967, durante a Guerra Civil Nigeriana, foi preso pelo governo federal do General Yakubu Gowon e colocado em prisão solitária durante dois anos, por ter se voluntariado como ator mediador não-governamental.

## Biografia
Soyinka nasceu em uma família humilde de origem iorubá em Abeocutá, Nigéria. Ele fez o primário escolar em Abeocutá e o secundário no Government College, em Ibadã. Soyinka fez faculdade na University College (1952–1954), em Ibadã, e na Universidade de Leeds (1954-1957), na Inglaterra, onde ele se formou com menção honrosa em Literatura inglesa. Ele trabalhou no Teatro da corte real (Royal Court Theater) em Londres antes de retornar a Nigéria para se dedicar ao estudo da dramaturgia africana. Soyinka lecionou nas universidades de Lagos e Ifé (tornando-se professor de Literatura comparada nesta instituição de ensino em 1975).
Soyinka participou ativamente na história política da Nigéria. Em 1967, durante a Guerra civil nigeriana, ele foi preso pelo Governo federal mantido em confinamento solitário na prisão por suas tentativas de mediar a paz entre os partidos em guerra. Na prisão ele escreveu poemas que mais tarde viriam a ser publicados em uma coleção sob o título Poems from Prison. Soyinka foi liberado vinte e dois meses mais tarde após haver se formado uma conscientização internacional sobre a sua situação. Mais tarde ele recontou a sua experiência no confinamento em um livro: The Man Died: Prison Notes.
Soyinka tem criticado abertamente as administrações da Nigéria e de tiranias políticas mundo afora, inclusive fez denúncias contra o regime de Mugabe de Zimbabwe. Muitos de seus escritos tratam do que ele chama de "the oppressive boot and the irrelevance of the colour of the foot that wears it", ou seja, parafraseando: o coturno opressivo e a irrelevância da cor do pé que a calça. Essas formas de pensar e de se expressar tem causado grande risco de morte ao autor, especialmente durante o governo do ditador nigeriano Sani Abacha (1993–1998). Durante a ditadura do General Abacha, Soyinka se retirou de seu país de origem em exílio voluntário (passando a maioria desse tempo nos Estados Unidos onde lecionou na Universidade de Emory, na cidade de Atlanta. Quando do retorno do governo civil na Nigéria, em 1999, Soyinka aceitou emérito da Ifé (agora Universidade Obafemi Awolowo, mas somente com a condição de que nenhum dos ex-generais do regime prévio jamais fossem designados como chanceller da universidade no futuro. Após algum tempo na África, ele passou a ocupar a cadeira Elias Ghanem Professor of Creative Writing no Departamento de inglês da Universidade de Nevada, na cidade de Las Vegas, Estados Unidos.

## Obras
Peças
- Keffi's Birthday Treat (1954)
- The Invention (1957)
- The Swamp Dwellers (1958)
- A Quality of Violence (1959)[15]
- The Lion and the Jewel (1959)
- The Trials of Brother Jero (1960)
- A Dance of the Forests (1960)
- My Father's Burden (1960)
- The Strong Breed (1964)
- Before the Blackout (1964)
- Kongi's Harvest (1964)
- The Road (1965)
- Madmen and Specialists (1970)
- The Bacchae of Euripides (1973)
- Camwood on the Leaves (1973)
- Jero's Metamorphosis (1973)
- Death and the King's Horseman (1975)
- Opera Wonyosi (1977)
- Requiem for a Futurologist (1983)
- A Play of Giants (1984)
- Childe Internationale (1987)[16][17]
- From Zia with Love (1992)
- The Detainee (peça de rádio)
- A Scourge of Hyacinths (peça de rádio)
- The Beatification of the Area Boy (1996)
- Document of Identity (peça de rádio, 1999)
- King Baabu (2001)
- Etiki Revu Wetin
- Alapata Apata (2011)
- "Thus Spake Orunmila" (in Sixty-Six Books (2011)[18]

Romances
- The Interpreters (1965)
- Season of Anomy (1973)
- Chronicles from the Land of the Happiest People on Earth (Bookcraft, Nigeria; Bloomsbury, Reino Unido; Pantheon, EUA, 2021)[19][20]
- Harmattan Haze on an African Spring

Contos
- A Tale of Two (1958)
- Egbe's Sworn Enemy (1960)
- Madame Etienne's Establishment (1960)

Memorias
- The Man Died: Prison Notes (1972)
- Aké: The Years of Childhood (1981)
- Ibadan: The Penkelemes Years: a memoir 1945–1965 (1989)
- Ìsarà: A Voyage around Essay (1989)
- You Must Set Forth at Dawn (2006)
- Climate of Fear (Literature) (2005)

Coletâneas de poesia
- Telephone Conversation (1963) (apareceu em Modern Poetry in Africa)
- Idanre and other poems (1967)
- A Big Airplane Crashed into The Earth (título original Poems from Prison) (1969)
- A Shuttle in the Crypt (1971)
- Ogun Abibiman (1976)
- Mandela's Earth and other poems (1988)
- Early Poems (1997)
- Samarkand and Other Markets I Have Known (2002)

Ensaios
- "Towards a True Theater" (1962)
- Culture in Transition (1963)
- Neo-Tarzanism: The Poetics of Pseudo-Transition
- A Voice That Would Not Be Silenced
- Art, Dialogue, and Outrage: Essays on Literature and Culture (1988)
- From Drama and the African World View (1976)
- Myth, Literature, and the African World (1976)[21]
- The Blackman and the Veil (1990)[22]
- The Credo of Being and Nothingness (1991)
- The Burden of Memory – The Muse of Forgiveness (1999)
- A Climate of Fear (BBC Reith Lectures 2004, áudio e transcrições)
- New Imperialism (2009)[23]
- Of Africa (2012)[24][25]
- Beyond Aesthetics: Use, Abuse, and Dissonance in African Art Traditions (2019)

Filmes
- Kongi's Harvest
- Culture in Transition
- Blues for a Prodigal

Traduções
- The Forest of a Thousand Demons: A Hunter's Saga (1968; uma tradução de D. O. Fagunwa's Ògbójú Ọdẹ nínú Igbó Irúnmalẹ̀)
- In the Forest of Olodumare (2010; uma tradução de D. O. Fagunwa's Igbo Olodumare)